# Шведський інститут

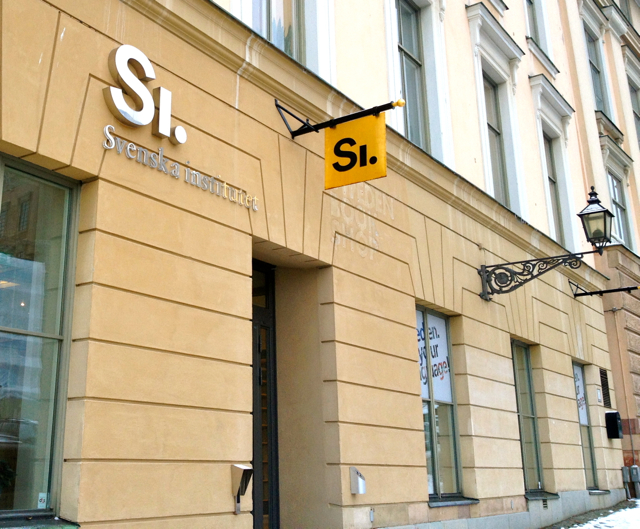
Офіс інституту в Стокгольмі.

Логотип Шведського Інституту

Шведський інститут (швед. Svenska institutet, SI) — це шведська урядова організація, що фінансується з державної скарбниці, завдання якої — поширення за кордоном знань про суспільне та культурне життя Швеції, сприяння культурному та інформаційному обмінові з іншими країнами й розвиткові міжнародної співпраці в галузі освіти та наукових досліджень, а також допомога у вивченні шведської мови за кордоном.
Головний офіс інституту знаходиться в у центрі Стокгольму. Існує також філія за кордоном — це Шведський культурний центр у Парижі.

## Історія
Шведський Інститут заснований у 1945 році як наступник Ради з питань культури (швед. Kulturrådet), що діяла з 1935 року.
Інститут фінансувався з початку як державою так і приватними фондами. З 1970 року основним джерелом фінансування виступає уряд Швеції.
На початку 2007 року Шведський Інститут заявив, що планує створити так званий «Будинок Швеції» — віртуальний офіс, який не призначений для надання паспортів чи віз, але служить інформаційною точкою щодо Швеції.

## Діяльність інституту
Основна діяльність інституту полягає головним чином, у зовнішній політиці, в рамках публічної дипломатії — розуміти, інформувати, впливати та налагоджувати відносини з людьми в інших країнах світу. Завдяки стратегічним комунікаціям та заходам щодо зміцнення взаєморозуміння роль Швеції на міжнародній арені зростатиме та створюватимуться позитивні умови для реалізації шведських економічних, політичних та культурних цілей.
На відміну від «традиційної» дипломатії, яка в першу чергу стосується відносин між урядами різних країн, публічна дипломатія спрямована перш за все на спілкування та налагодження відносин безпосередньо з громадськістю та громадянським суспільством за кордоном.
Шведський Інститут готує різноманітні публікації про різні аспекти шведського суспільства. Ці публікації можна отримати у представництвах Швеції за кордоном або безпосередньо у Шведському Інституті.Багато матеріалів, які видаються в паперовому вигляді, також доступні в електронному вигляді на офіційному порталі Швеції в інтернеті www.sweden.se
Також Інститут організовує культурні обміни між Швецією та іншими країнами, в тому числі запрошує іноземних діячів культури на заходи, що проводяться в Швеції, та забезпечує участь шведських представників у міжнародних культурних заходах.
Шведський Інститут надає три види стипендій: міжнародні (для всіх держав, за рідкісним виключенням), регіональні і двохсторонні стипендії для визначених держав.

### Програма Visby
Програма Visby була створена для покращення академічних обмінів та співробітництва між Швецією та іншими країнами.
Мета стипендіальної програми Visby Programme — створити науковий дослідний регіон, з центром на Балтійському морі, який буде складатися з країн східного партнерства ЄС. Студенти, які вступають до магістратури в Швецію на денну форму навчання можуть претендувати на стипендію, яка покриває витрати на навчання і проживання. На кожен навчальний рік засновують близько 55 стипендій. Стипендія виплачується тільки в період навчання студента на одній з магістерських програм. Студентам також виплачується грант на покриття витрат пов'язаних з перельотом.

## Персонал
Інститут має приблизно 90 співробітників, а його рада призначається Урядом Швеції.

### Директори
- Гуннар Гранберг (Gunnar Granberg) 1945—1954 рр.
- Гуннар Хекшер (Gunnar Heckscher) 1954—1957
- Тор Таллрот (Tore Tallroth) 1957—1963
- Перск-Аксель Хільдеман (Per-Axel Hildeman) 1963—1977
- Горан Льофдаль (Göran Löfdahl) 1977—1983
- Андерс Класон (Anders Clason) 1983—1993
- Пер Сьорбом (Per Sörbom) 1993—1997
- Ерланд Рінборг (Erland Ringborg) 1998—2005
- Олль Вастберг (Olle Wästberg) 2005—2010
- Аніка Рембе (Annika Rembe) 2010–

## Шведський Інститут в Олександрії
Шведський Інститут в Олександрії (швед. Svenska institutet i Alexandria) автономна установа, яка була заснована в Олександрії, Єгипет, у 1999 році, згідно з угодою між урядами Швеції та Єгипту. Створення інституту було започатковано у 1997 році як частина постійних зусиль Швеції у співпраці з країнами Півдня.

## Twitter акаунт @sweden
Шведський Інститут разом з іншими організаціями відповідає за обліковий запис в соціальній мережі Twitter @sweden, де кожен тиждень вибирається новий «куратор», це може бути звичайний громадянин країни. Передбачається, що така схема допоможе навколишньому світу краще дізнатися про Швецію.
У 2017 році один з «кураторів» заблокувала 14 000 облікових записів Twitter у взаємодії з @sweden. Серед заблокованих були журналісти, автори, політики, бізнесмени та посли. Після бурної реакції шведської та міжнародної громадськості Шведський Інститут оголосив про зняття блокування з усіх користувачів та вибачився.

## Контакти
Skeppsbron 2, P.O. Box 7434, SE-103 91 Stockholm, SWEDEN